# Burstable billing
Burstable — методика обсчёта трафика, основанная на расчёте фактически потреблённой полосы в рамках выделенной. Фактическое потребление по алгоритму burstable может рассчитываться на ежедневном или ежемесячном базисе.

## Способ расчёта
Расчёт фактического потребления пропускной способности базируется на наборе контрольных замеров использования канала связи: в течение месяца или иного промежутка времени с равной частотой (например, раз в 5 минут) делаются замеры усреднённой используемой полосы пропускания (частное от переданного количества байт и временного промежутка). n% замеров с максимальными показателями использованной полосы пропускания игнорируется, из оставшихся замеров выбирается максимум, и данный максимум используется как значение фактически потреблённой полосы пропускания. Чаще всего используется 95%, реже — 90%.
Обычно отдельно считается 95-процентиль для входящего и исходящего трафика, и для расчётов из этих двух значений берётся максимальное. Иногда берётся приоритетный трафик отдельно для каждого из пятиминутных интервалов.

## Основные параметры расчёта
- Расчётный период — время за которое собираются данные для расчёта
- Частота замера — периодичность формирования замеров полосы пропускания
- % отсекания — процентное количество отбрасываемых замеров с максимальной использованной полосой

Параметры расчёта определяются в рамках договорных отношений между операторами или операторами и клиентами, использующими этот метод обсчёта трафика.